# Cucchiaio (calcio)

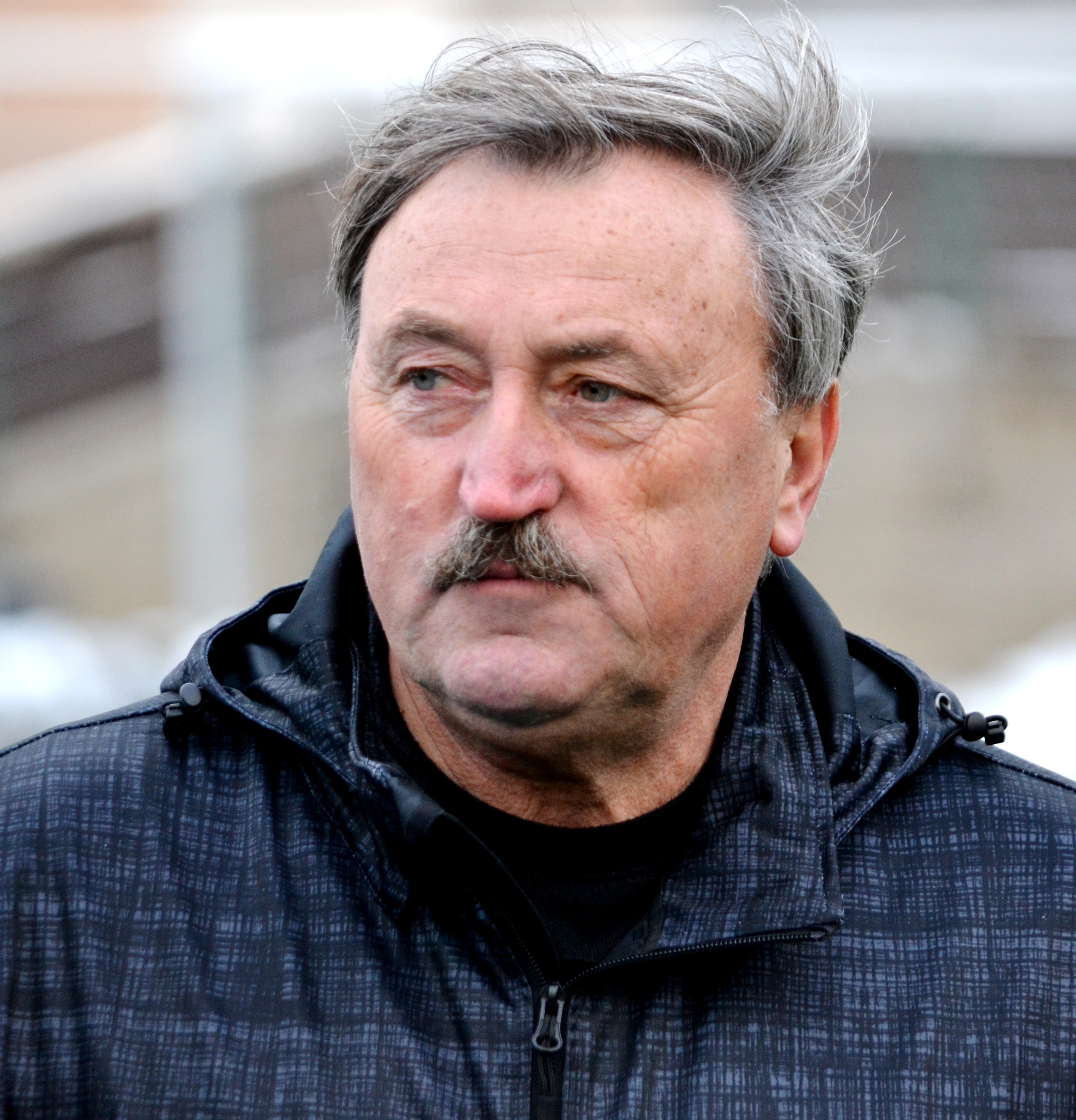
Antonín Panenka nel 2013. La sua tecnica di rigore originale è stata imitata da molti altri giocatori.

Il cucchiaio o panenka è una tecnica calcistica di esecuzione dei calci di rigore. Il rigorista dà un tocco leggero sotto il pallone, facendogli assumere una traiettoria lenta e arcuata, diretta al centro della porta. Tale traiettoria può ingannare il portiere, poiché questi generalmente si tuffa verso destra o verso sinistra.
La tecnica è stata eseguita per la prima volta dal giocatore ceco Antonín Panenka, che ha segnato il rigore decisivo nella finale di UEFA Euro 1976 a Belgrado, quando ha realizzato il rigore battendo il portiere della Germania Ovest Sepp Maier, assicurando la vittoria della nazionale cecoslovacca. La tecnica ha dato a Panenka molte attenzioni e lodi da parte dei media, ma è stata anche considerata troppo rischiosa. Dato che è difficile da eseguire correttamente ed è relativamente facile da parare per il portiere se anticipata, il cucchiaio è stato raramente tentato nei tornei professionistici a eliminazione diretta. I giornalisti sportivi hanno notato che solo giocatori di tutto rispetto, come Francesco Totti ad Euro 2000 o Andrea Pirlo ad Euro 2012, che possono sopportare le conseguenze di un tiro sbagliato, hanno provato a segnare con un cucchiaio nei tornei più importanti.
In origine, il nome ceco del panenka era Vršovický dloubák, un riferimento al quartiere praghese di Vršovice, dove ha sede il Bohemians, club di origine del calciatore Panenka.
Questo stile di esecuzione di un calcio di rigore è anche chiamato cavadinha ("scavetto") in Brasile e penal picado ("calcio di rigore infilzato") in Argentina e altrove in Sud America.

## Tecnica
Lo scopo di questa tecnica è di trarre vantaggio dal fatto che molti portieri si tuffano su uno dei lati della porta in anticipo, piuttosto che aspettare di vedere in quale direzione sta andando la palla. È una tecnica molto rischiosa, poiché il tocco sottile sulla palla le conferisce una velocità molto lenta, permettendo così al portiere di ritornare al suo punto d’origine dopo essersi tuffato o anche semplicemente di rimanere nello stesso punto e aspettare che la palla cada facilmente nelle sue mani. Inoltre, il tocco sottile viene applicato più facilmente se il tiratore rallenta mentre sta per colpire la palla, consentendo al portiere di riconoscere le intenzioni del tiratore. La mossa è nota per essere utilizzata solo da rigoristi fiduciosi, che osano rischiare di sbagliare il tiro. Alcuni giocatori che hanno utilizzato il panenka sono stati criticati dai media o dai membri e dai tifosi della loro squadra, soprattutto in caso di errore.
Secondo gli studi, un cucchiaio ha una probabilità di andare a segno inferiore rispetto ad un tiro “normale”, anche se si sostiene che, in caso di successo, l'impatto psicologico di un panenka sulla squadra avversaria potrebbe essere profondamente negativo, favorendo gli avversari. Durante i calci di rigore della partita: Italia-Inghilterra agli Europei 2012, Andrea Pirlo ha adottato di proposito un panenka per sferrare un "colpo psicologico" all'Inghilterra. Antonín Panenka ha visto nel rigore come un riflesso della sua personalità.

## Storia

### Il rigore originario
Antonín Panenka divenne famoso a livello internazionale giocando per la Cecoslovacchia nel Campionato Europeo del 1976; la Cecoslovacchia raggiunse la finale, ove affrontò la Germania Ovest. Dopo i tempi supplementari, con il risultato fermo in parità sul 2—2, furono necessari i calci di rigore, per la prima volta nella storia in una finale dei Campionati Europei. I primi sette tiri furono tutti segnati, finché il quarto rigorista della Germania Ovest, Uli Hoeneß, tirò sopra la traversa. Con il punteggio di 4–3 per la Cecoslovacchia, Panenka si fece avanti per tirare il quinto rigore cecoslovacco, che era decisivo ai fini della gara (nel calcio vengono tirati 5 rigori per squadra: dunque l’eventuale goal di Panenka avrebbe condannato matematicamente la Germania alla sconfitta). Nonostante l’enorme pressione, Panenka finse di tirare a lato della porta, inducendo il portiere della Germania Ovest Sepp Maier a tuffarsi alla sua sinistra, e poi scheggiò delicatamente la palla in mezzo alla rete. L'impudenza del tiro, oltre al suo successo, ha portato un giornalista francese a soprannominare Panenka "un poeta"; il suo rigore vincente è uno dei più famosi di sempre ed ha reso il nome di Panenka sinonimo di quel particolare stile del calcio di rigore.

Vedendo il rigore, Pelé ha definito Panenka "o un genio o un pazzo".

### Dal 1976
Da allora il rigore alla panenka è stato eseguito con successo da molti altri giocatori in una vasta gamma di competizioni. Solo un piccolo numero di questi sono stati, come l'originale di Panenka, nelle finali delle coppe principali:

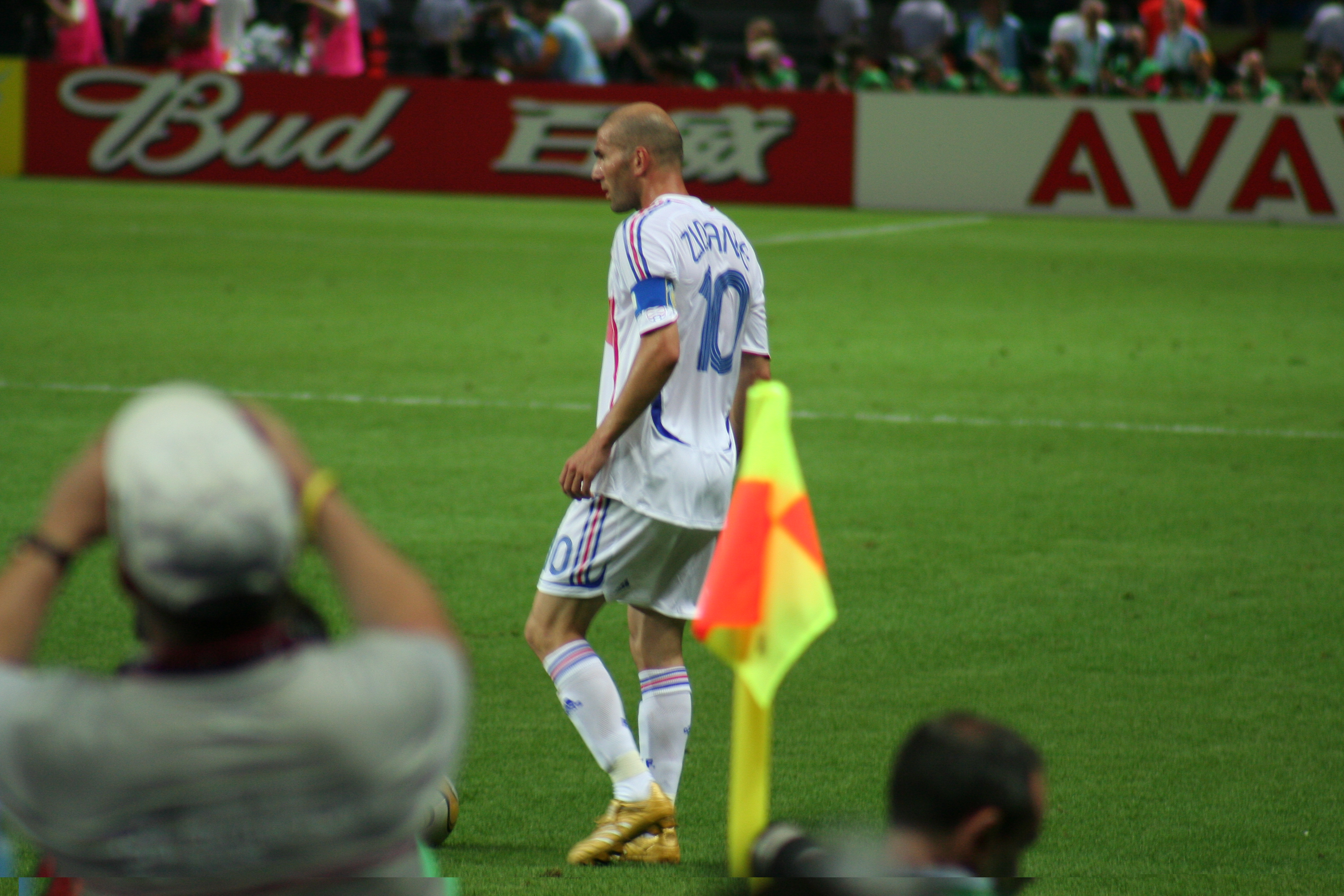
Zinédine Zidane, autore di un panenka contro Gianluigi Buffon nella finale del campionato mondiale di calcio 2006

- Zinedine Zidane nella finale della Coppa del Mondo FIFA 2006[10]
- Alexis Sánchez nella finale di Copa América 2015[11]
- Odsonne Édouard nella finale della Coppa di Scozia 2020[12]
- Fabinho nella finale della Coppa EFL 2022[13]

Esempi di cucchiaio al di fuori delle finali sono:
- Francesco Totti per l'Italia nella semifinale di Euro 2000 contro l'Olanda
- Sebastián Abreu con l'Uruguay ai rigori dei quarti di finale della Coppa del Mondo FIFA 2010 contro il Ghana
- Andrea Pirlo con la maglia dell'Italia ai rigori dei quarti di finale di Euro 2012 contro l'Inghilterra
- Lionel Messi in una partita di UEFA Champions League con il Paris Saint-Germain contro l'RB Lipsia nel 2021[14][15]
- Karim Benzema con il Real Madrid contro il Manchester City in una semifinale di UEFA Champions League nel 2022
- Il terzino del Marocco Achraf Hakimi contro il portiere della Spagna Unai Simón durante la Coppa del Mondo FIFA 2022[16]
- Giuseppe Mascara nella sfida vinta dal Catania contro l’Inter di  José Mourinho per 3-1 nella stagione 2009-2010

Come in tutti i calci di rigore, non tutti riescono.
- Nei quarti di finale Italia-Germania di Euro 2016 Graziano Pellè, durante la lotteria dei rigori, mima il gesto del cucchiaio al portiere tedesco Manuel Neuer in segno di sfida, finendo però per calciare il rigore fuori con un leggero "scavetto".[17][18]
- Nella Finale della A-League 2019, Brendon Šantalab, che aveva segnato molti rigori alla panenka in precedenza, disputava quella che era la sua ultima partita da professionista. La partita si concluse ai calci di rigore tra il Sydney FC FC e il Perth Glory, dove giocava Šantalab. Con il punteggio di 3 a 1 a favore del Sydney FC, Šantalab tirò il terzo rigore del Perth, tentando un panenka, ma il portiere del Sydney FC Andrew Redmayne si alzò in piedi e parò facilmente il tiro. Il Sydney FC segnò il rigore successivo, vincendo i rigori e il campionato di A-lLeague per 4-1[19]
- Nel 1992 l'ex capitano dell'Inghilterra Gary Lineker fallì un cucchiaio, che all'epoca lo avrebbe portato al pari di Bobby Charlton come capocannoniere della nazionale inglese; il rigore sbagliato lo lasciò invece un gol dietro, a quota 48, fino al termine della sua carriera[20]

## Gesti tecnici simili
Uno dei gesti tecnici simili al cucchiaio è il "pallonetto", che è simile al panenka, ma messo in atto in una normale azione di gioco invece che in un calcio di rigore e quasi sempre con l'intento di scavalcare il portiere in altezza.
Un gesto simile è il “sombrero”, che consiste nel saltare un giocatore avversario alzando il pallone e recuperandolo subito dopo; inventore di questo gesto fu Pelé.